# Van Schoonvorst

Het familiewapen

Van Schoonvorst is een Duits-Nederlands adellijk geslacht dat zich noemde naar de heerlijkheid Schönforst, ten noorden van Aken. Afstammelingen van deze familie duiken geregeld op in de geschiedenis van de Lage Landen, vooral de Zuidelijke Nederlanden. Oorspronkelijk heette de familie Von Schönau, naar hun stamburcht Schloss Schönau die ze omstreeks 1250 ontvangen hadden. Na de verwerving van de heerlijkheid Schönforst namen ze deze naam aan, in het Nederlands steeds vertaald in Schoonvorst.

## Amelius
De Van Schoonvorsten verschenen voor het eerst in onze streken met Amelius van Schönau, een abt die leefde van 1330 tot 1350. Hij nam tijdens de opstand van de Luikenaren tegen Engelbert III het kasteel Den Dool te Helchteren in om zich erin terug te trekken (hij koos partij van Engelbert). Maar ook na het conflict weigerde hij het kasteel te verlaten en brandschatte de bevolking zelfs. Uiteindelijk kwam het tot een akkoord met abt Robert Van Craenwick en verliet hij de burcht.

## Reinoud I
Een verwante van Amelius was Reinoud (Duits: Reinhard, Frans: Renier) Mascherel, heer van Schoonvorst, Valkenburg en Monschau. Hij trouwde in 1340 met Catharina van Wildenberg, weduwe van Otto II (of Oyst) van Born, Elsloo, Kessenich en Bocholt. Op die manier kwam hij ook in het bezit van die gebieden. Door een list wist hij ze (met uitzondering van Kessenich) uit handen van Otto III, een zoon uit Catharina's eerste huwelijk, te houden.
In 1359 wordt hij genoemd in de archieven van Roermond omdat hij de inwoners een nieuw tolrecht schonk, dat hij van Karel van Bohemen had verkregen. Ten slotte kocht hij in 1358 de heerlijkheid Zichem. Reinoud streed in de Brabantse rangen tijdens de slag bij Baesweiler, maar hij sloeg op de vlucht en werd daarom zo schandelijk beschuldigd dat hij vluchtte naar Rhodos, waar hij stierf op 27 december 1375.
Twee zonen van Reinoud I en Catherina waren Jan en Engelbert van Schoonvorst, omstreeks 1360-80 genoemd als proosten van het Sint-Servaaskapittel in Maastricht. Beiden traden echter uit de geestelijke stand en huwden; Jan omstreeks 1368 met Margareta van Merode en Engelbert rond 1380 met Agnes van Pallandt.

## Reinoud II
In 1371 volgde Reinoud II hem op als heer van Zichem; als drossaard van Brabant was hij bovendien ook pandheer van het graafschap Dalhem en het graafschap Kerpen. In 1386 vermoordde hij graaf Johan III van Gronsveld, heer van het rijksgraafschap Gronsveld, mogelijk op aanstoken van de hertog van Gelder, want datzelfde jaar begon de oorlog tussen Brabant en Gelder. Waarschijnlijk liet hij naar aanleiding van deze oorlog de Maagdentoren in Zichem bouwen. Behalve dit project liet Reinoud II de stad verfraaien. Ook zou hij omstreeks 1400 een vertrek hebben gebouwd in het Sint-Jansklooster in Zelem. In 1383 zou Reinoud Zichem hebben geruild met Willem van Gulik tegen het Land van Valkenburg, uiteindelijk werd Zichem in 1398 verkocht aan heer Thomas II van Diest.

## Koenraad I en II
Buiten Reinoud II had Reinoud I een andere zoon, Koenraad van Schoonvorst. Die volgde hem op als graaf in de omgeving van Born en Elsloo. Koenraad I had twee kinderen: Koenraad II en Margaretha (zie volgende paragraaf). Uiteraard volgde Koenraad II (1403-1448) hem op als graaf van Born, hij was echter de laatste Van Schoonvorst in Born. Het is mogelijk dat Margaretha het bestuur tijdelijk overnam totdat Jan van Gavere graaf van Elsloo werd in 1457.

## Margaretha
Koenraads dochter, Margaretha van Schoonvorst, trouwde in 1417 met Jacob van Gaasbeek. Ze komt ook voor in een inventaris van de goederen van Anna van Egmont in het archief van de Nassause Domeinraad. Volgens dat document riep een zekere Willem van Zevenborne haar hulp in omdat hij rechten op de heerlijkheid Cranendonck moest betalen. Margaretha heet hier buiten van Schoonvorst ook de Merode.

## Jan
Margaretha's zoon was Jan, ook van Schoonhoven, maar daarboven burggraaf van Monschau. Jan van Schoonvorst kreeg het bestuur over de heerlijkheid in 1411 en 1412, van 1413 tot 1434 van de heerlijkheid Eindhoven. In 1419 schonk hij het terrein van het vroegere kasteel van Eindhoven aan de Augustijner kanunniken; hierop werd klooster Mariënhage gebouwd. Bovendien kwam Jan in 1412 tevens in bezit van Diepenbeek. Na zijn dood in 1433 ging dit gebied over naar het geslacht Van Gaver. Ten slotte verpandde hertog Jan in 1418 Valkenburg aan hem.

## Maria
Vanaf 1458 bestuurde een zekere Maria van Schoonvorst het land van Waalre, Valkenswaard en Aalst in naam van haar man, Hendrik van Horne. Haar bestuur over deze heerlijkheid eindigde dan ook bij diens dood in 1483.

## Jan
Deze Jan van Schoonvorst duikt in oude archieven op als luitenant van hertog Albrecht van Saksen. Hierin staat dat deze tijdens de belegering van Aarschot in 1489 het kasteel van Horst heeft ingenomen, vlak voor het einde van de oorlog.
Mogelijk kan hij ook geïdentificeerd worden met de gelijknamige warandmeester van het hertogdom, vermeld in 1496 (Stadsarchief Leuven, register 7780 folio 203verso, akte van 28 sept. 1496).